# Castle-Geysir

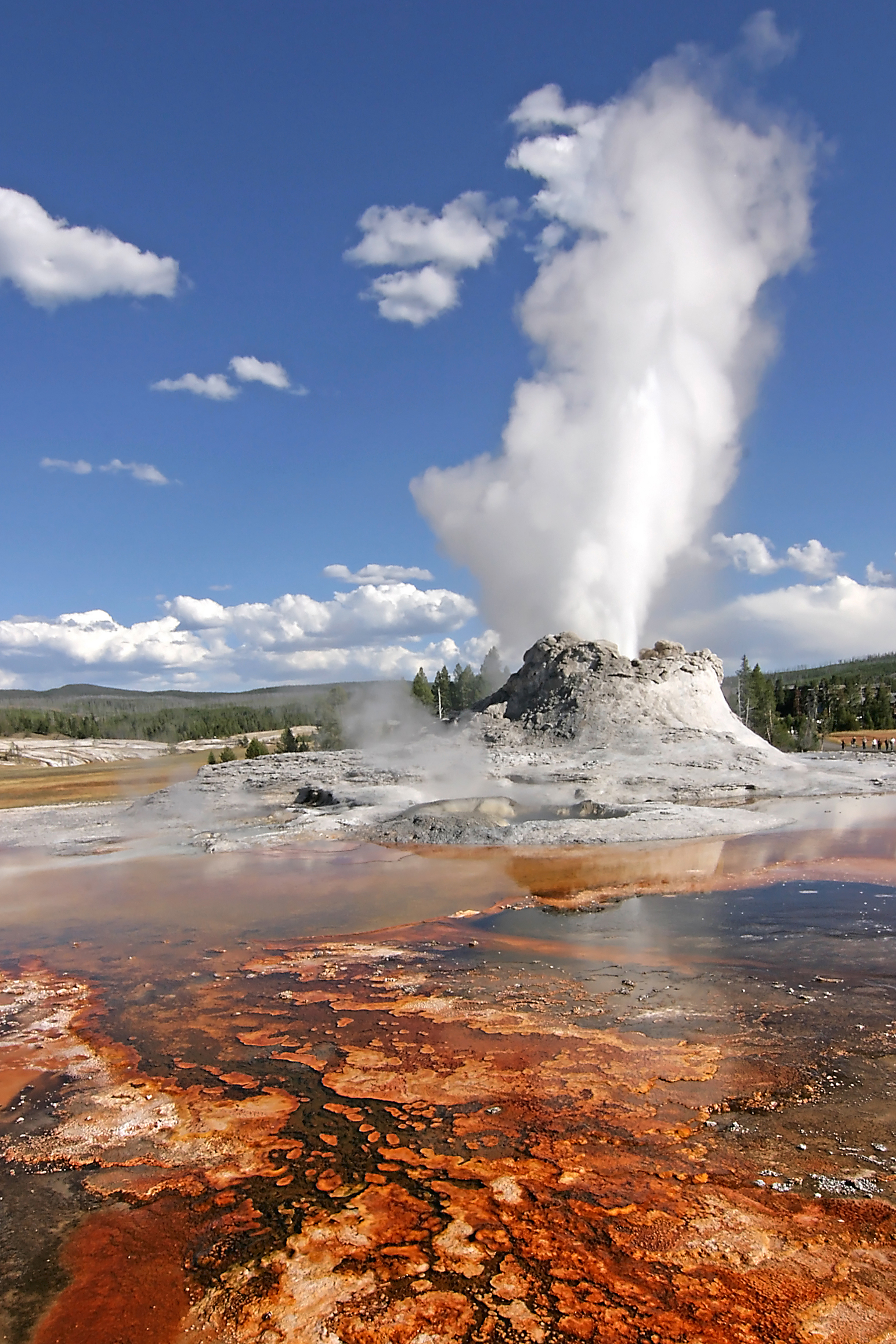
Castle-Geysir

Der Castle-Geysir ist ein düsenartiger Geysir im oberen Geysir-Becken des Yellowstone-Nationalparks in den USA.  
Der Name wurde ihm 1870 im Rahmen der Washburn-Langford-Doane-Expedition durch Gustavus Cheyney Doane verliehen, da ihn der Kegel aus Geyserit an eine Burg erinnerte (englisch castle ‚Burg‘).
Der Castle-Geysir gehört zu den ältesten Geysiren des Beckens und besitzt einen der größten Kegel. Das Alter des Kegels wird auf 5.000 bis 15.000 Jahre geschätzt. 
Sein Ausbruchsmuster hat sich im Verlauf der Geschichte deutlich verändert. Heutzutage kann man alle 10 bis 12 Stunden mit einer größeren Eruption des Castle-Geysirs rechnen. Der Ausbruch dauert dabei bis zu einer Stunde. Zunächst erfolgt ein etwa 20 Minuten dauernder Ausstoß von Wasser, das dabei Höhen von bis zu 27 m erreicht. Dieser Wasserfontäne folgt eine 30 bis 40 Minuten dauernde Phase geräuschvollen Dampfausstoßes.

## Bilder des Geysirs im Zeitverlauf
| - 1867 - 1870 - 1872 - 1874 - 1887 - ca. 1900 - 1942 - 1966 - 1994 - 2005 |